# Liste der Biografien/Friem
Liste der Biografien |
Portal Biografien |
Personensuche
# |
A |
B |
C |
D |
E |
F |
G |
H |
I |
J |
K |
L |
M |
N |
O |
P |
Q |
R |
S |
T |
U |
V |
W |
X |
Y |
Z |
?
 
Fa |
Fe |
Ff |
Fh |
Fi |
Fj |
Fk |
Fl |
Fm |
Fn |
Fo |
Fr |
Ft |
Fu |
Fy
 
Fra |
Frc |
Fre |
Frg |
Fri |
Frk |
Frl |
Fro |
Fru |
Fry
 
Fria |
Frib |
Fric |
Frid |
Frie |
Frig |
Frih |
Frii |
Frij |
Frik |
Fril |
Frim |
Frin |
Frio |
Frip |
Frir |
Fris |
Frit |
Friv |
Friz
 
Frieb |
Fried |
Frief |
Frieg |
Frieh |
Friel |
Friem |
Frien |
Frier |
Fries |
Friet |
Friew |
Friez
Die Liste der Biografien führt alle Personen auf, die in der deutschsprachigen Wikipedia einen Artikel haben. Dieses ist eine Teilliste mit 14 Einträgen von Personen, deren Namen mit den Buchstaben „Friem“ beginnt.

## Friem

### Friema
- Frieman, Edward (1926–2013), US-amerikanischer Physiker
- Friemann, Egon (1906–1967), deutscher Verwaltungsjurist, Regierungspräsident in Osnabrück
- Friemann-Jennert, Maika (* 1964), deutsche Politikerin (CDU), MdL

### Frieme
- Friemel, Franz Georg (* 1930), deutscher Geistlicher, Pastoraltheologe
- Friemel, Gerhard (* 1929), deutscher Fußballspieler (DDR)
- Friemel, Klemens (1881–1961), österreichischer Politiker
- Friemel, Michael (* 1974), deutscher Radio- und Fernsehmoderator und AutorMichael Friemel (* 1974)

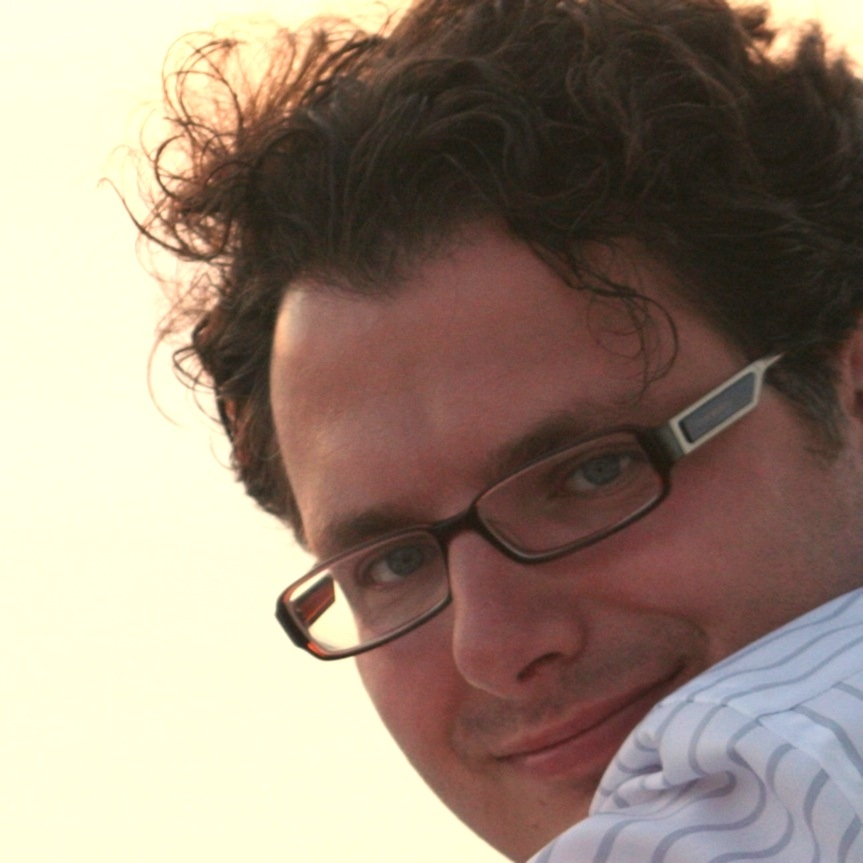
Michael Friemel (* 1974)

- Friemel, Otto (1896–1975), deutscher Politiker (KPD/SED), MdL
- Friemel, Rudolf (1907–1944), österreichischer Widerstandskämpfer, Kommunist, Teilnehmer im Spanischen Bürgerkrieg und KZ-Häftling
- Friemel, Ruth (1933–2021), deutsche Schauspielerin und Hörspielsprecherin
- Friemel, Thomas (* 1967), deutscher Journalist und Gesellschafter
- Friemersheim, Peter Christian von († 1574), deutscher evangelischer Geistlicher und Reformator
- Friemert, Benedikt (* 1963), deutscher Generalarzt des Heeres der Bundeswehr
- Friemert, Chup (* 1947), deutscher Designer und Designtheoretiker